# Псалом 125
Псалом 125 (у масоретській нумерації — 126) — 125-й псалом Книги Псалмів. Він належить до одного із 15 псалмів, які починаються словами «Висхідна пісня» (Shir Hama'a lot, гебр. שיר המעלות בשוב ה’). Латинською мовою псалом відомий інципітом «In convertendo Dominus».  

## Текст
| Вірш | Гебрейська мова                                                              | Давньогрецька мова (Септуаґінта) | Латинська мова (Вульгата) | Українська мова (Переклад Хоменка)                                                                                          |
| ---- | ---------------------------------------------------------------------------- | --- | --- | --- |
| 1    | שִׁיר, הַמַּעֲלוֹת: בְּשׁוּב יְהוָה, אֶת-שִׁיבַת צִיּוֹן-- הָיִינוּ, כְּחֹלְמִים                         | ᾿Οιδὴ τῶν ἀναβαθμῶν. ᾿Εν τῷ ἐπιστρέψαι κύριον τὴν αἰχμαλωσίαν Σιων ἐγενήθημεν ὡς παρακεκλημένοι.                                        | Canticum graduum. [In convertendo Dominus captivitatem Sion, facti sumus sicut consolati.                                          | Висхідна пісня. Коли Господь повернув сіонських бранців, немов би сон ми бачили, так було з нами.                           |
| 2    | אָז יִמָּלֵא שְׂחוֹק, פִּינוּ-- וּלְשׁוֹנֵנוּ רִנָּה: אָז, יֹאמְרוּ בַגּוֹיִם-- הִגְדִּיל יְהוָה, לַעֲשׂוֹת עִם-אֵלֶּה | τότε ἐπλήσθη χαρᾶς τὸ στόμα ἡμῶν καὶ ἡ γλῶσσα ἡμῶν ἀγαλλιάσεως. τότε ἐροῦσιν ἐν τοῖς ἔθνεσιν ᾿Εμεγάλυνεν κύριος τοῦ ποιῆσαι μετ᾽ αὐτῶν. | Tunc repletum est gaudio os nostrum, et lingua nostra exsultatione. Tunc dicent inter gentes: Magnificavit Dominus facere cum eis. | Тоді уста наші сповнилися сміху радости — язик наш. Тоді проміж народами загомоніли: «Велике діло вчинив Господь над ними!» |
| 3    | הִגְדִּיל יְהוָה, לַעֲשׂוֹת עִמָּנוּ-- הָיִינוּ שְׂמֵחִים                                         | ἐμεγάλυνεν κύριος τοῦ ποιῆσαι μεθ᾽ ἡμῶν, ἐγενήθημεν εὐφραινόμενοι.                                                                      | Magnificavit Dominus facere nobiscum; facti sumus lætantes.                                                                        | Велике діло вчинив Господь над нами, — ми раділи.                                                                           |
| 4    | שׁוּבָה יְהוָה, אֶת-שבותנו (שְׁבִיתֵנוּ) - כַּאֲפִיקִים בַּנֶּגֶב                                 | ἐπίστρεψον, κύριε, τὴν αἰχμαλωσίαν ἡμῶν ὡς χειμάρρους ἐν τῷ νότῳ.                                                                       | Converte, Domine, captivitatem nostram, sicut torrens in austro.                                                                   | Поверни, о Господи, наших бранців, немов потоки на спраглу землю.                                                           |
| 5    | הַזֹּרְעִים בְּדִמְעָה-- בְּרִנָּה יִקְצֹרוּ                                                    | οἱ σπείροντες ἐν δάκρυσιν ἐν ἀγαλλιάσει θεριοῦσιν.                                                                                      | Qui seminant in lacrimis, in exsultatione metent.                                                                                  | Хто сіє у сльозах, з радістю буде жати,                                                                                     |
| 6    | הָלוֹךְ יֵלֵךְ, וּבָכֹה-- נֹשֵׂא מֶשֶׁךְ-הַזָּרַע: בֹּא-יָבֹא בְרִנָּה-- נֹשֵׂא, אֲלֻמֹּתָיו                     | πορευόμενοι ἐπορεύοντο καὶ ἔκλαιον αἴροντες τὰ σπέρματα αὐτῶν· ἐρχόμενοι δὲ ἥξουσιν ἐν ἀγαλλιάσει αἴροντες τὰ δράγματα αὐτῶν.           | Euntes ibant et flebant, mittentes semina sua. Venientes autem venient cum exsultatione, portantes manipulos suos.]                | Іде з плачем, іде, несучи мірку зерна. Повертається додому радий, несучи снопи з собою.                                     |

## Літургійне використання

### Юдаїзм
Псалом 125 зазвичай читають перед «Біркат Гамазон» (благословенням після трапези з хлібом) на такі свята як Шабат, Рош Ходеш та інші єврейські свята.

### Католицька церква
Згідно Статуту святого Бенедикта, цей псалом був приписаний для використання на Богослужіннях з вівторка по суботу після псалому 126 і 127.
На Літургії годин псалом 125 співають або читають на вечірніх середи третього тижня. На месі його читають у тридцяту неділю звичного часу року В, у другу неділю Адвенту та у п'яту неділю Великого посту того ж року. 

### П'ятидесятники
Цей псалом періодично читають протестантські християни-п'ятидесятники під час посту, щоб отримати Боже благословення. 

### Світське використання
Прем'єрміністр Ізраїля (1977–1983) Менахем Бегін читав псалом 125 перед Білим домом, коли він підписав другу Кемп-девідську угоду з президентом Єгипту Анваром Садатом 26 березня 1979 року.

## Використання у музиці

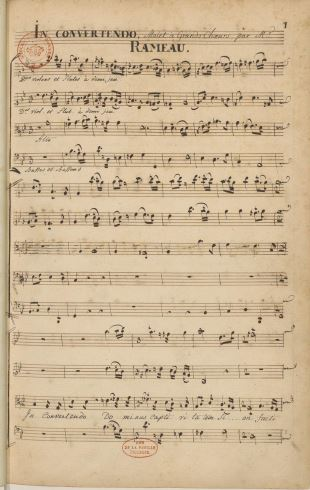
Титульна сторінка манускрипту твору Жан-Філіппа Рамо «In convertendo Dominus» (версія 1751 року)

Повністю псалом був покладений на музику латинською мовою як мотет для акапельного хору такими композиторами як Георг де ла Гель, Лоренцо Перозі, Жан-Ноель Маршан, Дмитро Бортнянський та Патрік Дуглас. Приблизно у 1710 році Жан-Філіпп Рамо написав твір «In convertendo Dominus» для хору і оркестру. У 1926 році Жюль ван Нюффель написав твір для мішаного твору і органу під номером Op. 32. Джованні Бернардіно Наніно поклав на музику альтернативні вірші для акапельного хору.
Композиції на цей псалом німецькою мовою були написані Генріхом Шютцом, Йоганном Германном Шейном та Генріхом Гартманном. П’ятий та шостий вірші були покладені на музику Йоганнесом Брамсом у першій частині «Німецького реквієму» для хору і оркестру. Фрідріх Кіль поклав на музику вірші 5 і 6 під номером п'ять у збірці «Шість мотетів», опублікованій у 1883 році.
Вірші з цього псалому були також покладені на музику англійськими композиторами, включаючи Вільяма Берда і Чарльза Стенфорда.
У 1998 році Філіп Ґласс написав твір, у якому хор співає склади без слів, а оповідач декламує текст англійською мовою.
Слова псалому також співають у світських піснях, наприклад, «Waltzing Matilda», «The Longest Time», «It's a Small World», Симфонія № 9 (Бетховен) та інші.